# Saturno (astrologia)
Saturno era considerato il settimo pianeta nel sistema astrologico tolemaico, in ordine di distanza dalla Terra, mentre è il sesto nella concezione odierna del sistema solare. Personificazione di Chronos, dio greco del tempo, il più antico fra le divinità, abbraccia molte simbologie tra cui il dovere, la privazione, la logica, la capacità di concentrazione, la vecchiaia, la morte.

## Caratteristiche e posizioni

Simbolo astrologico di Saturno

Secondo l'astrologia, Saturno ha il suo domicilio nel Capricorno e nell'Aquario,  con le relative case astrologiche X e XI, rispettivamente della realizzazione professionale e personale e dell'equilibrio nei rapporti con gli altri, dell'amicizia. Di conseguenza l'esilio è in Cancro e Leone. L'esaltazione è in Bilancia mentre la caduta in Ariete.
Le sue caratteristiche principali sono la logica, la responsabilità , la privazione. In altre parole, all'interno di un oroscopo rappresenta la fredda ragione, ma anche gli obiettivi professionali e la carriera. È il tipico bicchiere mezzo vuoto ed è spesso raffigurato come un vecchio. Non per questo ha connotazioni necessariamente negative, nonostante l'espressione «avere Saturno contro».

## Saturno nei segni

### Ariete
Nel primo segno dello Zodiaco Saturno è in caduta, quindi le sue caratteristiche sono notevolmente affievolite e scontrandosi con il segno dell'impulsività non sente ragioni. Le persone con questo Saturno nel proprio oroscopo sono comunque individui forti e coraggiosi ma devono ricercare un equilibrio che li stabilizzi o potrebbero vivere un conflitto interiore con la propria aggressività. Nella sua accezione negativa, questa posizione si ritrova in persone dalla logica esasperata, durezza o addirittura ostinazione. In questo caso non è escluso che la persona si scoraggi molto facilmente, sia irrequieta o confusa.

### Toro
Saturno in Toro incontra la fermezza di un segno di terra e diventa più cauto: lavora tenacemente per acquistare sicurezza e benessere, preferisce non correre rischi ed evita colpi di testa o scoraggiamenti improvvisi. Nel segno dominato da Venere può addirittura ammorbidire il suo freddo razionalismo ed arrivare ad apprezzare la vita; comunque sia rimane logico, ha gli occhi ben aperti ma non elimina del tutto il suo pessimismo, si limita solo ad attenuarlo. Al negativo, la prudenza di Saturno si lega alle caratteristiche del Toro e denota persone avare.

### Gemelli
Saturno in Gemelli diventa metodico, ordinato e concreto. Il segno dei Gemelli è brillante ed estroverso quindi la risultante sarà un misto e renderà la persona più metodica, magari meno spigliata, ma tenacemente ambiziosa e razionale. È segno di grande acume intellettuale in campo scientifico o musicale, ma non è indice di creatività. È tipico di persone poco loquaci, ma che sanno riassumere bene i loro concetti in poche parole.

### Cancro
Nel segno del Cancro, Saturno è bisognoso d'affetto e risente l'influenza della Luna. Il soggetto può essere instabile in una continua altalena di razionale e irrazionale, chiuso, timido e bisognoso d'affetto e sarà necessario esprimere più liberamente le proprie emozioni per uscirne. Tenderà comunque a costruire solide basi familiari ed avrà scaltrezza e capacità di risparmiare. Al negativo, questa posizione può accentuare l'ansia e portare all'autocommiserazione vedendo gli altri con sospetto.

### Leone
Nel Leone Saturno incontra il suo primo esilio, sono presenti grande forza di volontà e capacità organizzative e la vita viene presa molto seriamente. Spesso emerge il lato autocratico del proprio carattere che mostra le connotazioni negative di questa posizione: l'orgoglio e l'incapacità di accettare i propri limiti ed errori che spesso porta a pesanti cadute di umore e relative restrizioni che il soggetto fa a se stesso.

### Vergine
Saturno in Vergine è incentrato più sulla praticità delle cose che sul raziocinio esasperato, lo ritroviamo in persone che si adeguano alla vita senza sottrarsi al loro senso del dovere. Lavorano con metodo e con precisione e cura per i dettagli, persone prudenti, pazienti e modeste. Al negativo, la caratteristica più frequente è la scarsa stima di se stessi, la timidezza che spesso riaffiora anche quando si cresce e si è acquistata padronanza delle situazioni.

### Bilancia
Nel segno della sua esaltazione, Saturno dà il massimo di sé, e le persone con questa caratteristica nel loro oroscopo personale saranno decisamente imparziali, leali e bisognose di giustizia per sé e per gli altri per cui nutrono un'estrema considerazione e simpatia. Non sono chiuse in sé stesse ma hanno buonsenso e dispensano consigli a chi le circonda. Se nell'oroscopo personale il pianeta riceve aspetti negativi, può esser sintomo di critica estrema e insofferenza nei confronti degli altri.

### Scorpione
Nello Scorpione Saturno diventa cupo e misterioso, ma anche estroverso ed entusiasta. È il pianeta del raziocinio e nel segno della gestione del denaro può denotare persone con buon fiuto per gli affari; è anche un Saturno determinato ed energico, a volte spiritoso ma con un fondo di amarezza. Al suo lato negativo può esser tipico di persone con tendenze ossessive e maniacali che possono sfogare nella crudeltà.

### Sagittario
Nel Sagittario Saturno incontra Giove, che ha caratteristiche esattamente complementari. Saturno è restrizione e Giove espansione, pertanto viene riequilibrato. È un Saturno che intensifica la concentrazione, la voglia di imparare e studiare, buone potenzialità intellettive, ma anche una mentalità molto aperta e una visione del mondo saggia sin da bambini; capacità esprimere le proprie opinioni senza problemi. Al negativo, sorgono conflitti interiori e la persona sarà combattuta tra il manifestare le proprie idee apertamente o tenerle per sé con un po' di frustrazione.

### Capricorno
Nel Capricorno Saturno ha il suo domicilio, e denota persone caute, razionali, pratiche, ambiziose, ma spesso troppo inclini al sacrificio per raggiungere i propri obiettivi. Potrebbero essere dei padri severi con i propri figli o alternarsi tra brontolii ed umorismo. Interpretato come padre, all'interno di un oroscopo può significare padre lontano per lavoro o assente nella vita del figlio. Se il pianeta è negativo, è indice di pessimismo: la persona andrà comunque tenacemente avanti pur sentendosi inferiore.

### Aquario
Nell'Aquario, Saturno è forte, ambizioso e determinato. È anticonformista e può scontrarsi quando deve seguire vie convenzionali per le sue decisioni. Tipico di persone originali nel loro modo di pensare, con buone potenzialità scientifiche e nel campo della tecnologia, ma se è in aspetto negativo il soggetto tenderà a distaccarsi dagli altri pur rimanendo gentile. L'indipendenza tipica di questa posizione può diventare isolamento.

### Pesci
Saturno in Pesci, denota umiltà, intuito e simpatia. Le persone sono riservate e attraenti, dotate di grande immaginazione e potenziale creativo e la razionalità non sarà mai fredda ed eccessivamente logica. Al negativo, questa posizione porta ad autocommiserarsi, ad essere eccessivamente pessimisti e timidi ed incapaci di sfruttare il proprio potenziale creativo fino ad abbandonare le speranze.